# گروجیسکو (شهرستان اولسنو)
گروجیسکو (به لهستانی:  Grodzisko) یک روستا در لهستان است که در گمینا اولسنو (استان اوپوله) واقع شده‌است.